# Веренигинг
Веренигинг (афр. Vereeniging) је град у Јужноафричкој Републици у покрајини Гаутенг. По подацима из 2010. године у граду је живело 482.077 становника. 